# Орлов, Николай Степанович
Никола́й Степа́нович Орло́в (1871, Новосёлки, Вологодская губерния, Российская империя — не ранее 1917) — крестьянин, приказчик, управляющий усадьбой, председатель волостного суда, депутат IV Государственной думы Российской империи от Вологодской губернии (1912—1917), член фракции центра.

## Биография
Николай Орлов родился в 1871 году в деревне Новосёлки Авнегской волости Грязовецкого уезда (Вологодская губерния) — сегодня это Грязовецкий район Вологодской области — в семье крестьянина Степана Орлова. Сведения об образовании Николая рознятся: по одним данным он окончил местную начальную земскую школу — получил «низшее», по официальной классификации своего времени, образование; по другим — получил домашнее образование.
После выпуска из школы, Орлов начал работать в должности приказчика по винному делу, а затем он стал управляющим барской усадьбой. После этого Николай Орлов занял пост волостного старшины, а впоследствии — два трёхлетия, с 1906 по 1912 год, он избирался местным населением в председатели волостного суда. На 1912 год из недвижимого имущества Николай Степанович имел в собственности водяную мельницу, оцененную на тот момент в 3500 рублей, и земельный надел в 42 (по другим сведениям — в 52) десятины.

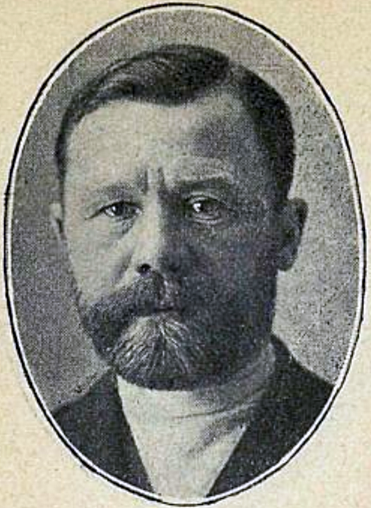
Н. С. Орлов в 1913 году

В 1907 году Н. С. Орлов, крестьянин по сословию, состоял выборщиком депутатов в два предыдущих созыва Госдумы: во Вторую (февраль) и в Третью (ноябрь). Спустя пять лет, 21 ноября (4 декабря) 1912 года он был избран в Четвёртую Государственную думу Российской империи от общего состава выборщиков Вологодского губернского избирательного собрания.
В IV Думе Николай Орлов вошёл во фракцию центра, возглавляемую Владимиром Львовым и Павлом Крупенским. Но пробыл «центристом» недолго: вскоре он перешёл в Независимую группу депутатов, а в ноябре 1916 года — вышел из состава и этой группы парламентариев. Орлов являлся членом целого ряда думских комиссий: земельной, о торговле и промышленности, о народном здравии, по запросам, финансовой, по переселенческому делу (в связи со Столыпинской аграрной реформой), о рабочему вопросу («рабочей»), по исполнению государственной росписи доходов и расходов, а также — сельскохозяйственной комиссии. Позже он вошёл и в состав Прогрессивного блока.
В дни Февральской «буржуазно-демократической» революции 1917 года Николай Орлов находился в Петрограде и принимал участие в революционных событиях. Со 2 по 13 марта он был в составе Комиссии по внутреннему распорядку Государственной думы. Дальнейшая, «последумская» судьба крестьянина-депутата Николая Степановича Орлова на сегодняшний день неизвестна.

## Семья
По состоянию на 1912 год, Николай Орлов состоял в официальном браке.